# جزیره‌های جداافتاده پلی‌نزی

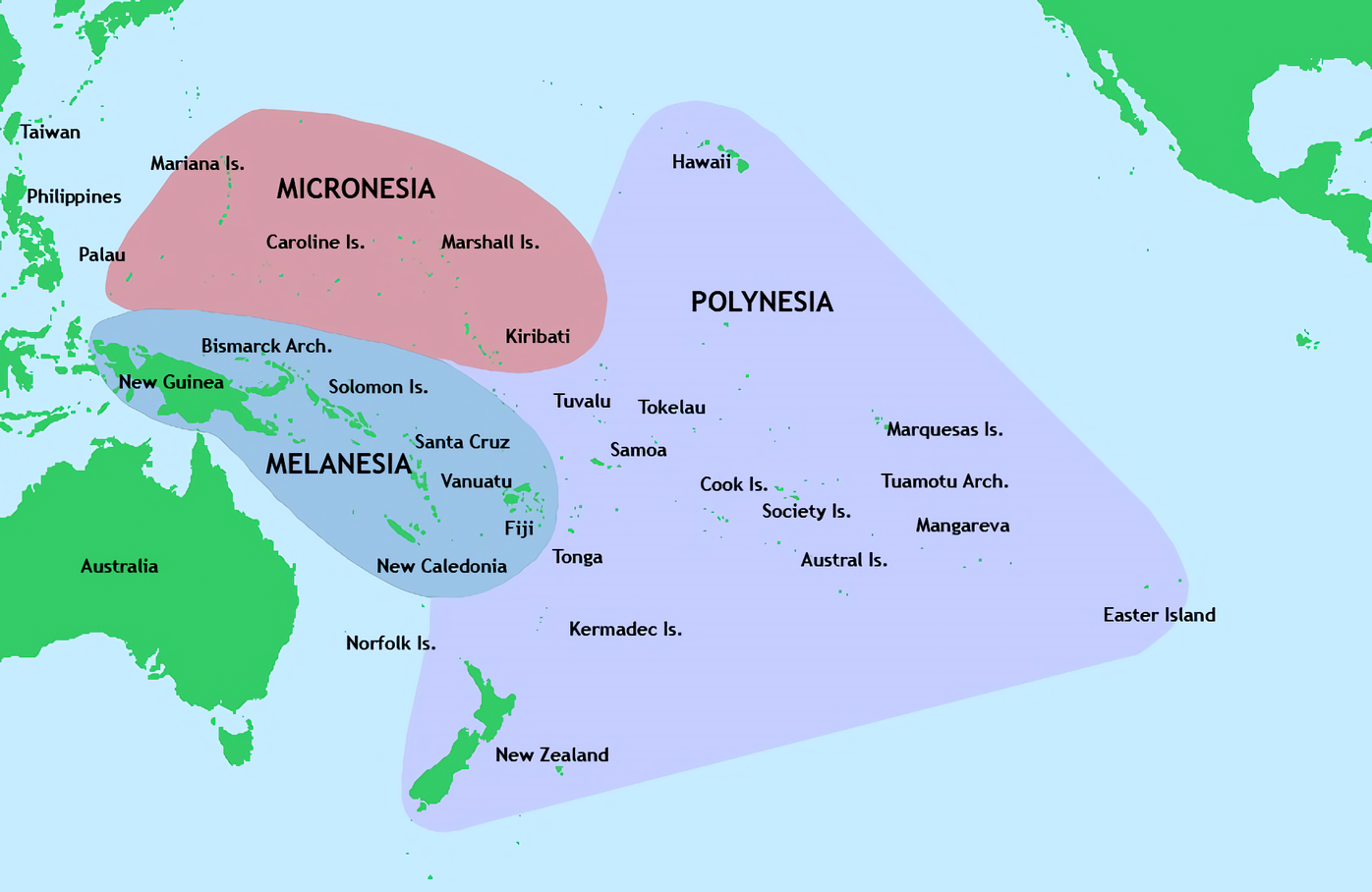
موقعیت پلی نزی، ملانزی، ومیکرونزی در اقیانوس آرام

جزیره‌های جداافتاده پُلی‌نزی (به انگلیسی: Polynesian outliers) تعدادی از جوامع از لحاظ فرهنگی وابسته به پُلی‌نزی هستند که از نظر جغرافیایی خارج از منطقه اصلی نفوذ پُلی‌نزیایی‌ها، معروف به مثلث پُلی‌نزی قرار دارند. جزیره‌های جداافتاده پُلی‌نزی در دو منطقه فرعی دیگر اقیانوس آرام، ملانزی و میکرونزی پراکنده هستند. بر اساس تجزیه و تحلیل باستان‌شناسی و زبان‌شناختی، در نظرگرفته می‌شود که کوچ نشینانی که در این جزایر ساکن شده‌اند، دریانوردان پُلی‌نزیایی، عمدتاً از ناحیه تونگا، ساموآ و تووالو بوده‌اند.
نزدیکترین جزیره‌های جداافتاده پُلی‌نزی، آنوتا و تیکوپیا در جزایر سلیمان، مدتی بین قرن‌های ۱۰ و ۱۳ مسکونی شده و متعاقباً موج‌های متعددی از مهاجران پلی‌نزیایی به این جزایر وارد شدند، درحالی‌که دوردست‌ترین جزیره‌های جداافتاده پُلی‌نزی، نوکوئورو در ایالات فدرال میکرونزی، در قرن ۱۸ توسط مهاجرین پلینزیایی مسکونی شد.

### استنادات
1. ↑  Kennedy, Donald G. (1929). "Field Notes on the Culture of Vaitupu, Ellice Islands". Journal of the Polynesian Society. 38: 2–5. Archived from the original on 15 October 2008. Retrieved 16 August 2024.
2. ↑  Matagi Tokelau, History and Traditions of Tokelau, USP Suva pp. 82-83